# RB Leipzig in het seizoen 2009/10
Het seizoen 2009/2010 was het 1e jaar in het bestaan van de Duitse voetbalclub RB Leipzig. De ploeg kwam uit in de NOFV-Oberliga Süd en eindigde op een eerste plaats, wat promotie naar de Regionalliga Nord betekende.

## NOFV-Oberliga Süd
|       | VfB Auerbach | SC Borea Dresden | FSV Budissa Bautzen | FC Carl Zeiss Jena II | Dynamo Dresden II | FC Erzgebirge Aue II | 1. FC Gera 03 | VfB Germania Halberstadt | VfL Halle 1896 | 1. FC Lokomotive Leipzig | VfB Pößneck | FC Rot-Weiß Erfurt II | FC Sachsen Leipzig | SV Schott Jena | FSV Zwickau |
| ----- | ------------ | ---------------- | ------------------- | --------------------- | ----------------- | -------------------- | ------------- | ------------------------ | -------------- | ------------------------ | ----------- | --------------------- | ------------------ | -------------- | ----------- |
| Thuis | 3 – 1        | 5 – 0            | 0 – 1               | 3 – 1                 | 2 – 1             | 3 – 2                | 2 – 0         | 2 – 1                    | 2 – 0          | 3 – 0                    | 7 – 1       | 4 – 1                 | 2 – 0              | 4 – 0          | 4 – 0       |
| Uit   | 0 – 3        | 1 – 2            | 0 – 2               | 1 – 1                 | 0 – 2             | 0 – 1                | 2 – 3         | 0 – 2                    | 0 – 2          | 0 – 1                    | 0 – 3       | 2 – 2                 | 2 – 1              | 0 – 1          | 0 – 2       |

## Statistieken RB Leipzig 2009/2010

### Eindstand RB Leipzig in de NOFV-Oberliga Süd 2009 / 2010
| Stand | Gespeeld | Gewonnen | Gelijk | Verloren | Punten | Doelpunten voor | Doelpunten tegen | Gele kaarten | Rode kaarten |
| ----- | -------- | -------- | ------ | -------- | ------ | --------------- | ---------------- | ------------ | ------------ |
| 1e    | 30       | 26       | 2      | 2        | 80     | 74              | 17               | –            | –            |

### Topscorers
| Regionalliga Nord \| # \| Naam \| \| \| ------ \| -------------------- \| -- \| \| 1. \| Jochen Höfler \| 14 \| \| 2. \| Nico Frommer \| 11 \| \| 2. \| Christian Reimann \| 11 \| \| 3. \| Lars Müller \| 10 \| \| 4. \| Patrick Bick \| 5 \| \| 4. \| Thomas Kläsener \| 5 \| \| 4. \| Daniel Rosin \| 5 \| \| 5. \| Sebastian Hauck \| 2 \| \| 5. \| Ingo Hertzsch \| 2 \| \| 5. \| Timo Rost \| 2 \| \| 6. \| Sebastian Albert \| 1 \| \| 6. \| Toni Jurascheck \| 1 \| \| 6. \| Michael Lerchl \| 1 \| \| 6. \| Christian Mittenzwei \| 1 \| \| 6. \| Christian Streit \| 1 \| \| Totaal \| Totaal \| 74 \| |                      |      |
| # | Naam                 | Goal |
| 1. | Jochen Höfler        | 14   |
| 2. | Nico Frommer         | 11   |
| 2. | Christian Reimann    | 11   |
| 3. | Lars Müller          | 10   |
| 4. | Patrick Bick         | 5    |
| 4. | Thomas Kläsener      | 5    |
| 4. | Daniel Rosin         | 5    |
| 5. | Sebastian Hauck      | 2    |
| 5. | Ingo Hertzsch        | 2    |
| 5. | Timo Rost            | 2    |
| 6. | Sebastian Albert     | 1    |
| 6. | Toni Jurascheck      | 1    |
| 6. | Michael Lerchl       | 1    |
| 6. | Christian Mittenzwei | 1    |
| 6. | Christian Streit     | 1    |
| Totaal | Totaal               | 74   |